# 履行補助者
履行補助者（りこうほじょしゃ）とは、債務者が履行にあたって使用する者をいう。主に、債務不履行に関する「履行補助者の過失理論」（「履行補助者責任の法理」）において用いられる概念である。
伝統的通説は、履行補助者は次のように履行補助者を類型化している。
- 真の意味の履行補助者 - 債務者の手足として使用する者。
- 履行代行者 - 債務者に代わって履行の全部を引き受ける者。
- 利用補助者 - 家屋賃借人の家族や同居人等。

## 履行補助者の過失
民法415条1項に「債務者の責めに帰することができない事由」とあるが、債務者の責めに帰すべき事由には、債務者自身の故意・過失だけでなく、信義則上これと同視すべきものとして、履行補助者の故意・過失が含まれる。したがって、債務者は、履行補助者の過失に対しても債務不履行の責任を負うとされる（「履行補助者の過失理論」）。民法には、履行補助者について明文の規定は存在しないが、判例・学説により認められている法理である。
債務者の負うべき責任については、通説の類型論によれば、
- 真の意味の履行補助者の故意・過失については常に責任を負う
- 履行代行者については、
  - 履行代行者を用いることが明文上許されない場合は、履行代行者を用いたこと自体が債務不履行となる
  - 履行代行者を用いることが明文上許される場合は、履行代行者の選任監督上の過失についてのみ責任を負う
  - 履行代行者を用いることが禁止も許可もされていない場合は、真の意味の履行補助者の場合と同様の責任を負う
- 利用補助者についても、同様の分類に応じて責任を負う

とされる。
一方、判例は以上のような区別をしていない。また、判例は承諾ある転借人についても履行補助者に含め、転借人の過失について、賃借人の責任を肯定している。

## 履行補助者と安全配慮義務
債務者の負う安全配慮義務に関しても、履行補助者の過失が債務者の安全配慮義務違反の根拠になり得るが、判例は、履行補助者の義務違反が債務者の義務違反となる場合を限定的に介している（最判昭和58年5月27日民集37巻4号447頁：国は自衛隊員を自衛隊車両に公務の遂行として乗車させる場合には、当該自衛隊員に対する安全配慮義務を負うが、当該安全配慮義務を負う国の履行補助者である自衛隊員が、運転者として道路交通法その他の法令に基づいて当然に負うべきものとされる通常の注意義務に反し、同乗者の隊員を死亡させたときは、国の安全配慮義務違反とはならない。）。